# Игнатенко, Григорий Анатольевич
Григо́рий Анато́льевич Игнате́нко (род. 17 мая 1959, Городня, Черниговская область) — советский, украинский и российский кардиолог. Доктор медицинских наук (1999 г.), Профессор (2000 г.), член-корреспондент НАМН Украины (2007 г.). Лауреат государственной премии Украины в области науки и техники (2014 г.). Заслуженный деятель науки и техники Украины (2011 г.). Заведующий кафедрой пропедевтической и внутренней медицины ДоНМУ (2002 г.). Ректор Донецкого национального медицинского университета им. М. Горького.
Герой Труда Донецкой Народной Республики (2019 г.). Председатель Высшей аттестационной комиссии Министерства образования и науки ДНР (2015). Член высшей аттестационной комиссии при Министерстве науки и высшего образования Российской Федерации (2023 г.)

## Биография
Родился 17 мая 1959 года в с. Городня (Ичнянский район) Черниговской области, Украина. Отец — Игнатенко Анатолий Григорьевич (1929-). Мать — Игнатенко София Николаевна (1928-). Супруга — Игнатенко Татьяна Степановна (1964 г. рожд.). Дочь — Игнатенко Екатерина Григорьевна (1988 г. рожд.). Сын — Игнатенко Анатолий Григорьевич (1990 г. рожд.)
В 1984 году окончил лечебный факультет Донецкого государственного медицинского института им. М. Горького
С 1984 г. работал клиническим ординатором кафедры пропедевтической терапии № 1 ДонГМИ, с 1986 г. старший лаборант кафедры внутренних болезней № 1, с 1989 г. ассистент кафедры, с 1993 г. доцент кафедры (далее переименованная в кафедру пропедевтики внутренних болезней), с 2000 г. профессор кафедры, с 2002 г. по настоящее время заведующий кафедрой внутренних болезней Донецкого национального медицинского университета им. М. Горького.
В 1992 году, после окончания аспирантуры успешно защитил кандидатскую диссертацию на тему «Диагностика гипертрофической обструктивной кардиомиопатии по данным неинвазивных методов исследования и обоснование рациональной фармакотерапии».
1993—1996 гг. заведующий отделом клинической ординатуры и магистратуры Донецкого государственного медицинского института им. М. Горького.
С 2003 по 2017 г. — заведующий отделением кардиологии, функциональной диагностики и терапии учебно-научно-лечебного комплекса «Университетская клиника» Донецкого национального медицинского университета им. М. Горького.
В 2007 году получил звание член-корреспондента Национальной академии медицинских наук Украины, эксперта Всеукраинского центра сердца и сосудов и стал председателем специализированного совета по рассмотрению и защите докторских диссертаций по специальности «кардиология» и «внутренние болезни».
С 2015 по 2023 г. — Председатель Высшей аттестационной комиссии Министерства образования и науки ДНР.
В 2017 году назначен ректором Донецкого национального медицинского университета им. М.Горького (г. Донецк).
В июле 2017 года избран членом Ассоциации «Совет ректоров медицинских и фармацевтических высших учебных заведений» Российской Федерации.
В 2017 году получил квалификацию и диплом магистра по направлению подготовки «Менеджмент в здравоохранении».
С 2023 года — Член высшей аттестационной комиссии при Министерстве науки и высшего образования Российской Федерации.

## Научная деятельность
Специалист в области клинической кардиологии, создатель научной кардиологической школы Донбасса.
Под руководством Игнатенко Г. А.:
- впервые в Донбассе внедрена адаптационная медицина, разработаны персонализированные программы реабилитации больных с наиболее распространёнными заболеваниями сердечно-сосудистой системы и их коморбидностью путём применения гипокситерапии;
- получены новые данные о роли экологических факторов риска и последствий стресс-индуцированных состояний в развитии патологии системы кровообращения, разработаны и внедрены профилактические и лечебно-реабилитационные программы коррекции дисэлементоза, посттравматического стрессового расстройства;
- исследованы фенотипические варианты гипертрофической кардиомиопатии, разработан алгоритм лечебной тактики и прогнозирования течения заболевания.

Под руководством Игнатенко Г. А. защищены 42 диссертации (6 — докторских, 36 — кандидатских).
Автор и соавтор более 830 научных работ, из которых 23 монографий, 42 учебника и учебных пособий, 6 изобретений и 45 рационализаторских предложений .
Главный редактор журналов «Университетская клиника», «Архив клинической и экспериментальной медицины», член редколлегий/советов журналов «Архивъ внутренней медицины», «Здоровье, питание и биотехнологии», «Здоровье человека, теория и методика физической культуры и спорта», «Инклюзия в образовании».

## Награды и звания
- Почётная Грамота Министерства здравоохранения Украины (2007)
- Член-корреспондент Академия медицинских наук Украины(2007)
- Почётная Грамота Министерства здравоохранения Украины (2008)
- Почётная Грамота Верховной Рады Украины (2010)
- Заслуженный деятель науки и техники Украины (2011)
- Медаль имени академика Стражеско Н. Д. «За заслуги в охране здоровья» (2013)
- Лауреат Государственной премии Украины в области науки и техники(2014)
- Почетная грамота Министерства здравоохранения Донецкой Народной Республики (2017)
- Почетная грамота Министерства образования и науки Донецкой Народной Республики (2017)
- Почетный работник науки и технологий Донецкой Народной Республики(2017)
- Почетная грамота Министерства образования и науки Донецкой Народной Республики (2018)
- Благодарственное Письмо Первого заместителя председателя Комитета Государственной Думы Российской Федерации по образованию и науке, д.м.н., профессора, академика РАН Г. Г. Онищенко (2018)
- Почетный знак отличия «Медицинская слава» Министерства здравоохранения Донецкой Народной Республики (2018)
- Почетный работник образования Донецкой Народной Республики (2018)
- Благодарность Председателя Народного Совета Донецкой Народной Республики (2019)
- Благодарственное Письмо Депутата Государственной Думы Федерального собрания Российской Федерации К. К. Тайсаева (2019)
- Герой Труда Донецкой Народной Республики (15 мая 2019) — за особые заслуги перед Донецкой Народной Республикой и её народом, а также выдающиеся достижения в сфере образования и науки
- Почетная грамота Министерства иностранных дел Донецкой Народной Республики (2019)
- Орден Святителя Луки Крымского (2019)
- Отличник здравоохранения Донецкой Народной Республики (2019)
- Благодарственное Письмо Первого заместителя председателя Комитета Государственной Думы по образованию и науке, д.м.н., профессора, академика РАН Г. Г. Онищенко (2020)
- Заслуженный врач Донецкой Народной Республики (2020)
- Благодарность Председателя Комитета Государственной Думы по образованию и науке В. А. Никонова (2021)
- Медаль «За заслуги» Международного общественного фонда «КОМАНДАРМ» (2021)
- Почетный знак Народного Совета Донецкой Народной Республики (2021э
- Победитель в номинации «Служение людям» ежегодного городского конкурса «Трудовая доблесть Донецка» (2021)
- Благодарность Руководителя Федеральной службы по надзору в сфере образования и науки А. А. Музаева (2022)
- Медаль «За безупречный труд и отличие» Министерства науки и высшего образования Российской Федерации (2022)
- Нагрудный знак «За содействие МВД» Министерства внутренних дел Донецкой Народной Республики (2022)
- Медаль "За информационное сотрудничество с медицинским центром района «Чингэлтэй» г. Улан-Батор (2023)
- Знак отличия «За заслуги перед Забайкальским краем» (2023) — за реализацию социальных и инклюзивных проектов